# Praudzinski
Praudzinski (biał. Праўдзінскі; ros. Правдинский) – osiedle robotnicze położone w rejonie puchowickim nad rzeką Ptycz, 28 km na zachód od Mariny Horki i 53 km od Mińska. W 2017 – 2283 mieszkańców.

## Historia
Praudzinski znajduje się 12 km od stacji kolejowej Rudzieńsk linii Mińsk–Osipowicze. Powstał w latach 1966–1968 wokół przedsiębiorstwa zajmującego się wydobyciem i przetwarzaniem torfu. W marcu 1977 nadano mu obecną nazwę, a w grudniu tego samego roku nadano mu status osiedla typu miejskiego (tzw. "osiedle robotnicze"). W 2007 liczył 3 tys. mieszkańców, a w 2010 – 2,4 tys. Rozwija się tu przemysł torfowy oraz obróbki metalu.